# 高村弘毅
髙村 弘毅（たかむら ひろき、1937年8月15日 - ）は、日本の地理学者。立正大学地球環境科学部名誉教授。同大学元学長（第29・30代）。専門は、水文学、水資源学、地下水学。学位は文学博士（立正大学・論文博士・1976年）。青森県三戸郡倉石村（現・五戸町）出身。2014年春、瑞宝中綬章を受章。

## 略歴
- 1966年　立正大学大学院文学研究科地理学専攻博士課程単位取得満期退学。
- 1966年　立正大学文学部 専任講師
- 1976年　立正大学文学部 助教授
- 1982年　立正大学文学部 教授
- 1998年　立正大学大学院地球環境科学研究科教授
- 2001年　立正大学地球環境科学部長
- 2002年　立正大学大学院地球環境科学研究科委員長
- 2004年　立正大学学長、副理事長。中国新疆大学客員教授
- 2010年　立正大学学長を定年退職。
- 2014年　瑞宝中綬章を受章[1]。

## 研究テーマ
- 地下水環境の障害・汚染と対策・再生
- 沙漠化などの乾燥地域の自然と人間の共生について
- 開発途上国の水資源の開発と保全

## 所属学会
- 日本地下水学会(顧問)
- 日本水文科学会
- 日本地理学会(代議員)
- （社）東京地学協会(理事)

など

## 学術論文
- 2010年3月　荒川扇状地における地下水環境改善の方向性（共）
- 2011年4月　Spatial Correlation between Distribution Patterns of Sand Dunes and Soil Moisture: Based on LANDSAT-TM Image Data, in the Taklimakan Desert, Hiroki TAKAMURA, Payzulla ZAYDUN, Shintaro GOTO, Qigang JIANG and Tashpolat TIYIP, Transactions, Japanese Geomorphological Union 32-2, p. 230-234 (2011)、地形32巻2号、p. 230-234、日本地形学連合、2011年4月
- 2011年11月　Subsurface dam for Water Resources Development in Miyako Island, Okinawa Prefecture, Japan, WATARID 2, Control and management of water in arid and semi-arid zones, p.39-54 (522頁中、（単）) HERMANN出版
- 2011年11月　雨水浸透と地下水汚染―世田谷区の例―（単）(社)雨水貯留浸透技術協会第27回雨水貯留浸透技術講習会テキスト、p.5-1-21
- 2013年5月　100回記念寄書「名水を訪ねて」湧水 -地下水の環境評価ツール-（単）、地下水学会誌55巻2号、p. 193-196、公益社団法人日本地下水学会、2013年5月31日発行
- 2013年11月　Comparative study on underground water channel (conduits) Mambo (Japan), Foggara (Algeria), Khattara (Morocco), karez (Afganistan), Qanat (Iran),  [Usages et politiques de l’eau en zones arides et semi-arides], Watarid 3, Courel Marie Francoise, Tashpolat Tiyip, Mahmoud Taleghani (563頁中、27-38（単）) HERMANN出版
- 2014年3月　ペルシア淵源のアクア文化伝播ロードと生活形態、髙村弘毅、TIYIP Tashpolat、地域研究（61頁中、32-33）、立正地理学会2014年3月25日発行
- 2014年4月　東京の水環境（共）、地学雑誌Vol.123, No. 2 (1053)、髙村弘毅、丸井敦尚、p. 182-188、公益社団法人東京地学協会、2014年4月25日発行
- 2016年8月　2011年富士宮における異常出水の水質について（共）富士学研究Vol.13 No.12、髙村弘毅、藪崎志穂、河野 忠、p. 1-6、富士学会、2016年8月31日発行
- 2017年5月　固定砂丘の成長過程における生長年縞の形成と層内に含有する小結晶体粒子を探る（共）日本沙漠学会第28回学術大会講演要旨，髙村弘毅，Tashpolat TIYIP，Muhtar Qong，川野良信，河野 忠，小玉 浩，p.12-13.
- 2018年3月　熊谷市における地下水改善の方向性－雨水浸透マス適正配置、水収支シミュレーションモデルによる提案、第2次熊谷市環境基本計画・資料8熊谷市近傍における地下水に関連する研究資料、発行：埼玉県熊谷市、資料1-85頁中53-75頁

## 編著
- 共著『陸水の事典』講談社、2006年
- 共著『水文大循環と地域水代謝』技報堂出版、2003年
- 共著『北朝鮮の名水-金剛山と新坪の湧水-「続名水を科学する」』技報堂出版、1999年
- 共著『韓国済州島　日韓をむすぶ東シナ海の要石』中央公論社、1996年
- 『Water Resources Development and Management』閑山房、2010年3月
- 『私の履歴書』閑山房、2010年5月
- 『地下水と水循環の科学』株式会社古今書院、2011年11月
- 『流域環境を科学する－荒川流域の水と緑を考える－ 』株式会社古今書院、2011年12月
- 『学位取得者への敬意と後輩への期待 』立正大学、2016年6月
- 『カンボジアの灌漑事業－NPO法人JCOD事前実査』立正大学、2018年6月

その他多数

## 口頭発表
- 2010年3月　荒川扇状地における地下水環境改善の方向性、髙村弘毅、小山 潤、荒川扇状地周辺における浅層地下水の水位・水質の観測結果、小玉 浩、小室信幸、髙村弘毅、ザイドンパイズラ、山口雅功、鈴木裕一、河野 忠、藪崎志穂、和田昌也、前川篤司、新田知也、草間俊樹、荒川扇状地周辺における浅層地下水の水温の観測結果、小室信幸、小玉 浩、髙村弘毅、ザイドンパイズラ、山口雅功、鈴木裕一、河野 忠、藪崎志穂、和田昌也、前川篤司、新田知也、草間俊樹、平成21度立正大学オープンリサーチセンター(ORC)プロジェクト報告会（文部科学省補助事業）、於：2010年3月2日熊谷校舎アカデミックキューブ205教室
- 2010年9月　Analysis of Spatial Correlations between Distribution Patterns of Sand Dunes and Characteristics of Soil Moisture Distribution in the Taklimakan Desert, Based on LANDSAT-TM Image Data, TAKAMURA H.(Rissho Univ.), ZAYDUN P.(Rissho Univ.), GOTO S.(Rissho Univ.), JIANG T.(Rissho Univ.), FACULTY OF HUMANITIES, ANKARA UNIVERSITY, ANKARA TURKEY, DATE: September 13, 2010 CONFERENCE VENUE、主催：日本地形学連合、アンカラ大学、日本学術会議地形研究小委員会、期日：22年9月12日～17日、14-15日巡検、会場：アンカラ大学
- 2011年2月　Analysis of Spatial Correlation between Distribution Patterns of Sand Dune and Characteristics of Soil Moisture Distribution in the Taklimakan Desert, Based on LANDSAT-TM Image Data, The International Symposium on the Long-term Monitoring of KOSA (Aeolian Dusts) and desertification in East Asia Hosted by Inst. East Asia Environment, Kyushu Univ. Arid Land Res.Center, Tottori Univ. Res. Ins. For Human and Nature RIHN Initiative for Chinese Environmental Issues T Arid and Semi-arid Committee, AJG、日時：2011年2月7,8日、場所：九州大学国際ホール（九州大学箱崎キャンパス）、主催：九州大学東アジア環境研究機構、鳥取大学乾燥地研究センター、総合地球環境学研究所、共済：中国環境問題研究拠点、後援：日本地理学会乾燥半乾燥域研究
- 2011年5月　Thema：Comparative Study on Underground Water Channel (Conduits) Mambo (Japan), Foggara (Algeria), Khattara (Morocco), Karez (Afganistan), Qanat (Iran), WATARID3, 3rd International Conference; “Usages et Politiques de l’eau en zones arides et semi-arides” May 29th-June 5th 2011 in Paris, France, Sunday, May 29, 2011, 16h30（日本地理学会「乾燥・半乾燥地域研究グループ」から代表者を派遣・講演した（髙村弘毅、鹿島 薫））※2010年まで乾燥・半乾燥地域研究グループ代表者を務める。
- 2012年9月　平成23年富士宮における異常出水の水質について、髙村弘毅、藪崎志穂、河野 忠、富士学会創立10周年記念静岡大会2012年秋季学術大会9月22-23日、於：静岡労政会館、9月22日発表 ペルシア淵源のアクア文化伝播ロードと生活形態、髙村弘毅、TIYIP Tashuplat、第68回2013年度立正地理学会、於：熊谷キャンパス、6月1日
- 2016年6月　固定砂丘の成長過程における年輪層（層縞）の形成と、層内に含有する結晶体を探る（2016年6月4日、立正大学熊谷キャンパスアカデミックキューブ2階、髙村弘毅、Tashpolat TIYP、Muhtar Qong、立正地理学会）
- 2016年10月　「The Inaoigawa Irrigation canal at the scanty water Sanbongihara upland」, WATARID Ⅳ, The Fourth  International Conference; on Water, Ecosystems and Sustainable Development in Arid and Semi-arid zones” Tokyo, Japan October 23-28, 2016 (2016年10月23～28日、24日発表、日中友好会館東京)
- 2017年5月　固定砂丘の成長過程における生長年縞の形成と層内に含有する小結晶体を探る（2017年5月27-28日、千葉工業大学東京スカイツリータウン、髙村弘毅、ashpolat TIYP、Muhtar Qong、川野良信、河野 忠、小玉 浩、日本沙漠学会29年度研究発表会第28回学術大会）* 2017年5月　「乞田川流域の湧水」（2017年5月10日、東京多摩プロバンスクラブ）
- 2018年3月　「カンボジア・タケオ地域における乾季のマンゴー栽培の地下水利用」、日本地理学会乾燥・半乾燥地域研究グループ（N302教室）文科省科研費（基盤研究（A）研究代表：鹿島 薫）、2018年 3月23日、於：東京学芸大学

## 学外活動
- 東京都市街地土壌汚染対策委員会委員長
- 埼玉県地下水汚染対策検討委員会委員長
- 日本地理学会乾燥地域研究グループ主査

## 賞罰
- 日本地下水学会功労賞(1984)、 日本国際地図学会功労賞(2007)、 熊谷市政功労賞(2007)、青森県文化賞(2007)

## その他
- 2010年6月　『水はいのち「水の世紀」に湧水を大切にする心を』代々木 平成22年夏号 第51巻3号、明治神宮社務所・明治神宮崇敬会、2010年6月1日発行
- 2010年10月　『キリマンジャロの雪が消える』ロータリーの友 10月号 通巻694号、2010年10月1日発行
- 2011年1月　『緑と水のひろば特集合本 東京の緑と水さんぽ』公益財団法人東京都公園協会、2001年1月31日発行
- 2013年3月　『壁面緑化による建築物の温熱環境の改善効果について』ヒートアイランド現象に関連する研究資料、熊谷市環境基本計画（改訂版）、髙村弘毅、田中洋子、国分貴子、熊谷市
- 2013年3月　『保水性舗装と密粒度舗装の路面温度変化の実験例・蒸発冷却効果』熊谷市環境基本計画改訂版、髙村弘毅・浅川泰三・青木正樹・小栗直幸
- 2013年6月　『迷いの狭間で、先ずはこれを!!』地理情報第18号、立正地理学位会、2013年6月1日発行
- 2014年3月　『小川一朗先生のご逝去を悼む』立正地理学会地域研究第54巻1,2号（2014年３月25日発行）
- 2015年11月　『立正大学地理学科創立90周年にあたり、立正地理学位会を辿る』立正大学地理学教室90周年記念誌、2015年11月3日発行
- 2016年6月　『学位取得者への敬意と後輩への期待』立正、2016年6月
- 2016年9月　「豊洲市場盛り土問題 地下水の汚染管理必要」にコメント（日本経済新聞2016年９月19日付）
- 2016年9月　「コンクリ、計算より厚く 豊洲巡り都チーム安全性検証へ」の専門家『人へ影響考えにくい』にコメント（日本経済新聞2016年９月30日付）
- 2017年7月　Eco活プラス「身近に湧き水楽しもう」にコメント（朝日新聞2017年7月11日付）
- 2017年11月　特論「熊谷キャンパス50周年記念」、立正大学博物館第12回特別展熊谷キャンパス50周年記念 立正生の学び舎―熊谷キャンパスの半世紀、平成29年11月1日出版
- 2018年3月　「立正大学応用地理測量学研究会OB「白馬会」誌創立50周年記」、白馬―測研とその仲間 50年のあゆみー、立正大学応用地理測量学研究会・白馬会、2018年3月出版
- 2018年3月　熊谷市近傍における地下水環境改善の方向性「雨水浸透マス適正配置、水収支シミュレーションモデルによる提案」、髙村弘毅・小山 潤、第2次熊谷市環境基本計画、熊谷市

## 特記
- 2010年4月　第4回「みどりの式典」内閣総理大臣賞授賞式に天皇・皇后臨席のもと招待を受け出席、於：2010年4月23日憲政記念会館15:00～
- 2010年11月　子ども大学くまがや、講義：はてな学 川の話（1）14:00-14:45、はてな学 川の話（2）15:00-15:45（立正大学が熊谷市、熊谷市青年会議所、埼玉県と連携して開催）、於：2010年11月13日熊谷キャンパスA201
- 2010年11月　立正大学校友の集い2010 IN 沖縄、立正大学同窓会沖縄県支部主催研修会記念講演、テーマ：地球温暖化と水資源問題＝21世紀の課題＝、於：2010年11月19日、ホテル日航那覇グランドキャッスルホテル、18:00-19:00
- 2010年12月　行田市民大学講座講師依頼、テーマ：「環境問題」、主催：行田市民大学、行田市教育委員会ひとつくり支援課、受講者：行田市民大学2年生64名、於：2010年12月8日ものつくり大学C1010、13:30～3:30
- 2011年4月　新聞掲載 夕刊フジ「高濃度汚染水、地下へ―東電と政府は土壌調査を―」（2011.4.7日付）
- 2011年4月　サンデー毎日「GWには12万トンに倍増するも処理のメドなし」コメント（2011.4.24）
- 2011年6月　東京三高会だより第28号「頑固もの“ロバ”を愛する」2011年6月1日発行
- 2011年8月　青森県人会会誌「あのときこのとき50－高原沙漠で野獣と遭遇－五戸町出身髙村弘毅」2011年８月10日発行
- 2011年8月　ワールド・ヒューマンあおもりNOW「カンボジアとの連携を訴え」2011年8月26日東奥日報新聞記事
- 2011年9月　2011年度地下水保全連続セミナー企画（とうきゅう環境財団助成研究）、第2回「地下水保全を地球防災に活かす」見学会・セミナーの開催、基調講演：立正大学名誉教授、「神明の森みつ池の湧水と地下水」、於：2011年9月10日、世田谷トラストまちづくりビジターセンター、主催：みずとみどり研究会
- 2011年9月　平成23年度彩の国いきがい大学熊谷学園二年制課程、講義：世界の地下水利用文化史、於：2011年9月20日熊谷市妻沼庁舎3階、13:30-15:00
- 2011年10月　立正大学デリバリーカレッジ、講義：立正大学名誉教授、地下水や土壌の汚染（放射能の汚染についても）、於：2011年10月1日茨城県筑西市筑西市立しもだて地域交流センター集会室、13:00-15:00
- 2011年10月　21世紀の課題地球温暖化と環境問題、立正大学校友会富山県支部講演、立正大学名誉教授、於：2011年10月15日、名鉄富山ホテル
- 2011年11月　第27回雨水貯留浸透技術講習会講師、テーマ：雨水浸透と地下水汚染―世田谷区の例―、於：2011年11月17日発明会館ホール* 2012年3月　新聞掲載 日本経済新聞「都内に700カ所 湧き水巡り」、2012年3月24日
- 2012年11月　新渡戸塾オリジナルツアー「稲生川穴堰ツアー」参加、中東のカナート・日本のマンボと比較し説明
- 2013年3月　2013年日本地理学春季学術大会巡検「第1班北関東における水資源の管理と水環境の変化」案内、コース：荒川河床変化 - 元荒川源流 - 水塚（吹上周辺） - さきたま古墳群 - 中条堤 - 妻沼聖天 - 清水湧水 - 見目湧水 - 畠山重忠産湯井戸跡 - 水塚（畠山） - 埼玉県立川の博物館 - 富岡製糸場 - 雄川堰、2013年3月31日
- 2013年4月　新校発展願い十和田市四和小学校へ書を寄贈「校風育碩学」2013年4月8日デーリー東北新聞記事
- 2013年4月　新聞掲載 夕刊読売新聞「首都暴れる地下水」にコメント2013年4月27日付
- 2013年5月　フジテレビ8:00-9:50「とくダネ！」真相チェイス！直撃御免 今そこにある危機・・・地下水上昇の真相を直撃に出演（東京都内の地下水の異常上昇が高層ビルなどに及ぼす影響を説明、2013年5月16日）
- 2013年9月　立正大学デリバリーカレッジ、立正大学名誉教授、講義：地下水・土壌汚染・放射能汚染について、 於：2013年9月11日、福島県郡山市麓山郡山市公会堂、14:00-15:30
- 2013年10月　新聞掲載 朝日新聞多摩版「連なる崖 湧き水育む」総延長30キロの「ハケ」国分寺崖線、2013年10月20日
- 2013年10月　新疆大学環境・生態学部講義：富士火山とその周辺における地質と地下水、於：2013年10月20日、中国ウイグル自治区
- 2013年10月　池上本門寺仏教講座「聞けばわかる仏教講座」、第1回（10/26）：水と宗教または水の語源・佛語「閼伽の話」（201310/26～2014/9/27毎月第四土曜日、14:00-16:00、池上朗子会館202号室、①10/26、②11/23、③12/28、④2014/1/25、⑤2/22、⑥3/22、⑦4/26、⑧5/24、⑨6/28、⑩7/26、⑪9/27）
- 2013年11月　野川源流の自然再生をめざすシンポジウム、パネリスト：立正大学名誉教授、演題：湧水・地下水と自然再生の意義、方向性、主催：野川源流自然再生設立準備委員会、於：2013年11月12日、国分寺市立いずみホール、14:00-16:35、定員370名
- 2013年11月　池上本門寺仏教講座「聞けばわかる仏教講座」、第2回（11/23）：仏教淵源の地、釈迦牟尼（Sakyamuni／ゴータマ シダールタ）周辺の自然環境を推考する
- 2013年12月　池上本門寺仏教講座「聞けばわかる仏教講座」、第3回（12/28）： 名水が育む人の心、聖なる湧水
- 2014年1月　池上本門寺仏教講座「聞けばわかる仏教講座」、第3回（12/28）： 名水が育む人の心、聖なる湧水
- 2014年2月　池上本門寺仏教講座「聞けばわかる仏教講座」、第5回（2/22）：哲学者が考えた水とギリシャ哲学「アリストテレス」時代の神秘な水の誕生
- 2014年3月　池上本門寺仏教講座「聞けばわかる仏教講座」、第6回（3/22）：日蓮の閼伽井、弘法水、富士山信仰、御饌井、浅間神社、六根浄清、可視的水の心、不可視的水の心、目・耳・鼻・舌、身、意など
- 2014年4月　池上本門寺仏教講座「聞けばわかる仏教講座」、第7回（4/26）：タクリマカン沙漠の古代佛教集落の廃墟化の謎（1）
- 2014年4月　新聞掲載朝日新聞全国版 春の叙勲 瑞宝中綬章（2014年4月29日付）
- 2014年5月　池上本門寺仏教講座「聞けばわかる仏教講座」、第8回（5/24）：タクリマカン沙漠の古代佛教集落の廃墟化の謎（2）
- 2014年6月　池上本門寺仏教講座「聞けばわかる仏教講座」、第9回（6/28）：シルクロードは宗教ロード、アクアロードである
- 2014年7月　髙村弘毅名誉教授に瑞宝中綬章、立正大学学園新聞vol.126平成26年７月１日発行
- 2014年7月　池上本門寺仏教講座「聞けばわかる仏教講座」、第10回（7/26）：水利用の文化、アクアロード（カナート他）、茶道・酒造・醸造・風光明媚（山水）
- 2014年9月　東京多摩プロバスクラブ第123回定例会、卓話：多摩丘陵の水環境について、2014年9月3日関戸公民館
- 2014年9月　池上本門寺仏教講座「聞けばわかる仏教講座」、第11回（9/27）：まとめ、水は万物の母胎であり万物の源であり、生命の根元である。
- 2014年10月　十和田市名水保全対策協議会講習会、演題：三本木台地の地下水環境の蘇生に向けてー奥入瀬川の余剰水による地下水資源としての復権、2014年10月13日十和田市民センター
- 2014年10月　平成26年度講習会、三本木台地の地下水環境の蘇生に向けて、奥入瀬川の余剰水による地下水資源としての復権（2014年10月13日、十和田市名水保全対策協議会）
- 2014年12月　立正大学元学長髙村弘毅さんを講師に「名水保全学習会」、人間情報誌夢追人2014年12月号、平成26年12月10日発行
- 2015年1月　東京青森県人会による平成26年度叙勲祝賀会（2051年1月20日ホテルグランパレス）
- 2015年9月　東京多摩プロバンスクラブ第135回定例会卓話：ペルシア淵源のアクア文化伝播ロードを訪ねて（2015年9月2日多摩市関戸公民館学習室）
- 2015年11月　祝立正大学長野県同窓会創立50周年記念大会講師、演題：空・水・大地、そして人々＝地球温暖化への警笛＝（2015年11月14日、上田市上田高砂殿）
- 2015年11月　一般社団法人環境未来研究会講演：IPCCのCO2地球温暖化設を検証する（2015年11月19日国連大学）
- 2016年10月　WATARIDⅣ The Fourth International Conference on Water, Ecosystems and sustainable Development in Arid and Semi-arid Zones, Tokyo, Japan, October 23-28, 2016 Symposium title：The Inaoigawa Irrigation Canal at the Scanty Water Sanbongihara Upland Excursion on the around Mt. Fuji：Ground Water Hydrology at Around of Mt. Fuji, 富士火山とその周辺における地質と地下水、髙村弘毅、丸井敦尚、河野 忠（富士山巡検2016.10.26）
- 2016年11月　狛江市講演：地球温暖化の狭間で都市の水環境を考える（2016年11月7日、狛江市公民館）
- 2016年11月　東京都水フォーラム（平成28年度雨水浸透・湧水保全に関する連絡会）講演タイトル：行政職員のための湧水基礎講座（2016年11月9日公益財団法人武蔵野文化事業団 武蔵野公会堂）
- 2017年1月　「豊洲地下水 汚染濃度急上昇」平成29年1月15日付読売新聞コメント
- 2017年1月　「豊洲 想定外の汚染拡大」平成28年1月15日付日本経済新聞識者の見方コメント
- 2017年1月　「それでも豊洲・・・？」平成29年1月18日付東京新聞コメント
- 2017年2月　カンボジア出張：カンボジアに関する灌漑、地下水利用の可否について現地水源より水サンプルを採取し現状を掌握し今後の可能性を探る。（2/14-19日まで）
- 2017年3月　「豊洲問題 深まる混乱」平成29年3月5日付東京新聞コメント